# Cordylomera puchneri
Cordylomera puchneri är en skalbaggsart som beskrevs av Karl Adlbauer 2004. Cordylomera puchneri ingår i släktet Cordylomera och familjen långhorningar.
Artens utbredningsområde är Kenya. Inga underarter finns listade i Catalogue of Life.